# Christina Lake, British Columbia (ort)
Christina Lake är en ort i Kanada.   Den ligger i provinsen British Columbia, i den södra delen av landet, 3 200 km väster om huvudstaden Ottawa. Christina Lake ligger 463 meter över havet och antalet invånare är 986. Den ligger vid sjön Christina Lake.
Terrängen runt Christina Lake är kuperad åt sydost, men åt nordväst är den bergig. Christina Lake ligger nere i en dal som går i nord-sydlig riktning. Runt Christina Lake är det mycket glesbefolkat, med 4 invånare per kvadratkilometer.. Närmaste större samhälle är Grand Forks, 16,5 km väster om Christina Lake.
I omgivningarna runt Christina Lake växer i huvudsak barrskog.